# Cépet
Cépet – miejscowość i gmina we Francji, w regionie Oksytania, w departamencie Górna Garonna.
Według danych na rok 1990 gminę zamieszkiwały 1023 osoby, a gęstość zaludnienia wynosiła 144 osób/km² (wśród 3020 gmin regionu Midi-Pireneje Cépet plasuje się na 331. miejscu pod względem liczby ludności, natomiast pod względem powierzchni na miejscu 1319.).

## Monument

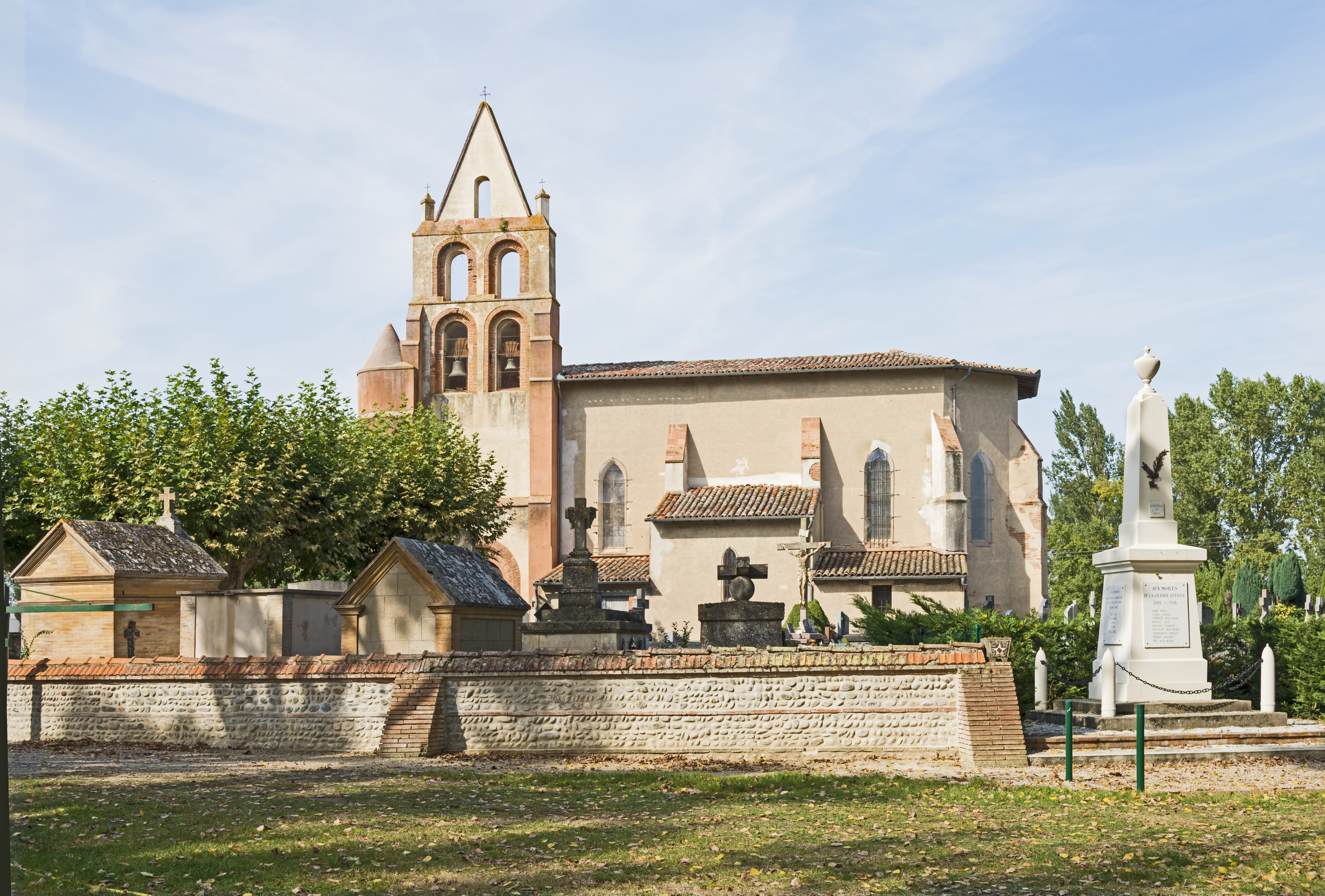